# Les Passagers de la Grande Ourse
Pour plus de détails, voir Fiche technique et Distribution.
Les Passagers de la Grande Ourse est un court métrage français d'animation réalisé par Paul Grimault en 1943.

## Synopsis
Gô et Sniff le chien sont attirés par le chantier de la Grande Ourse et s'y retrouvent embarqués alors que l'engin décolle.

## Fiche technique
- Scénario : Maurice Blondeau et Paul Grimault[1]
- Musique : Jean Wiener (et Roger Desormière)
- Pays :  France
- Genre : animation
- Durée : 9 minutes
- Date de sortie : 
  - France - 15 octobre 1943